# 駐車場案内システム
駐車場案内システム（ちゅうしゃじょうあんないシステム）とは、駐車場の効率的な利用のためドライバーに満空情報と駐車場までの経路を道路情報板等で案内するシステム。

## 概要
駐車場案内システムの導入の背景には都心部での駐車場不足や利用される駐車場の偏りがあり、またそれに伴い渋滞が生じるようになった。そのため、効率的な駐車場利用をはかるためにシステムの導入が進んだ。
駐車場の状況は時刻とともに変化するため、情報の伝達・収集・伝達を行った後、それぞれの駐車場の満空情報を道路情報板などの視覚情報やラジオなどの音声情報を通じて提供される。
また、高速道路のサービスエリアやパーキングエリアにおける満空情報の提供が行われる路線がある。
一方で、2006年頃より道路情報板を通じた駐車場案内システムを廃止する都市が増えている。理由はシステムの老朽化による維持費の増大、カーナビゲーションシステムや携帯電話、VICSによる代替手段の拡充などがある。

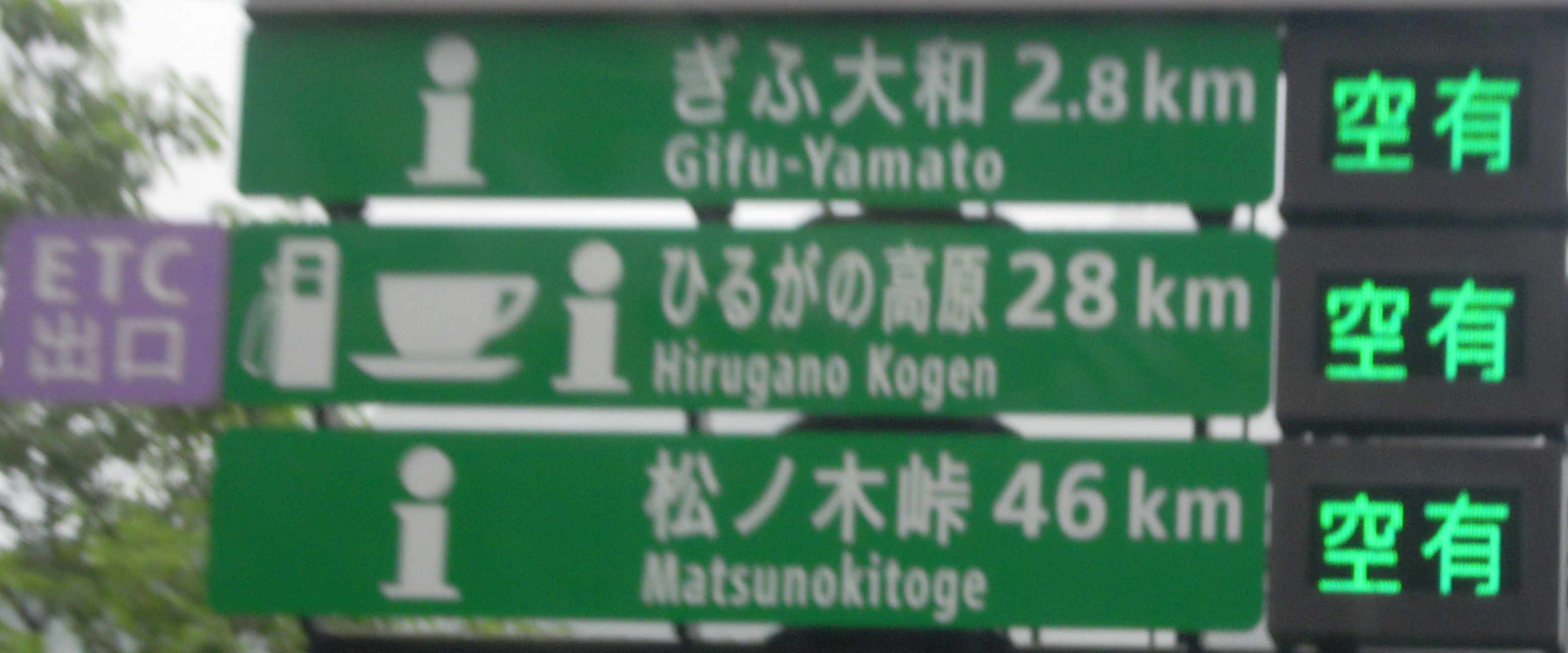
高速道路上の休憩施設における駐車場の状況を案内（東海北陸自動車道）
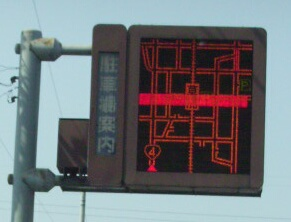
市街地の駐車場を案内する道路情報板
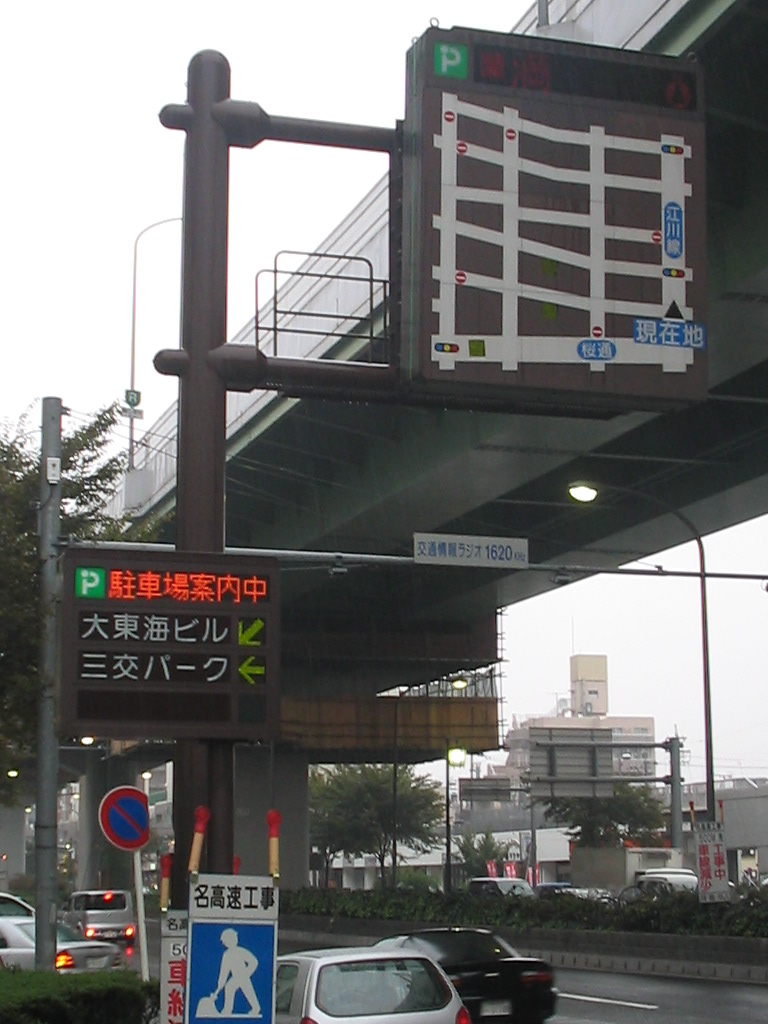
市街地の駐車場を案内する道路情報板（名古屋市）

## 導入路線・都市

### 運用中

#### 高速道路
- 東名高速道路（中井PA-港北PA）[6]
- 新東名高速道路[7]
- 名神高速道路[8]

#### 都市
- 金沢市[9][10]
- 名古屋市[11]

### 廃止・運用停止
- 札幌市[12]
- 秋田市[13]
- 山形市[13]
- 仙台市[14]
- 福島市[15]
- 水戸市[16]
- 高崎市
- 川崎市（川崎駅周辺）
- 横浜市（みなとみらい地区）
- 甲府市[13]
- 長野市[17]
- 岐阜市[18]
- 大津市[19]
- 京都市[20]
- 和歌山市[13]
- 倉敷市[21]
- 広島市[13]
- 高松市[22]
- 松山市[23]
- 熊本市[24]
- 長崎市[25]